# شهرستان واکر (تگزاس)
شهرستان واکر، تگزاس (به انگلیسی: Walker County, Texas) یک سکونتگاه مسکونی در ایالات متحده آمریکا است که در تگزاس واقع شده‌است.

## خصوصیات
شهرستان واکر ۲٬۰۷۷٫۱۸ کیلومترمربع مساحت دارد.